# Heinrich Klapsia
Heinrich Klapsia (* 14. August 1907 in Troppau, Österreichisch-Schlesien; † 17. April 1945 in Gerersdorf bei St. Pölten) war ein österreichischer Kunsthistoriker.

## Leben
Heinrich Klapsia studierte an der Universität Wien Kunstgeschichte und Geschichte und wurde am 27. November 1930 promoviert, 1931 legte er die Staatsprüfung am Institut für Österreichische Geschichtsforschung ab. Daneben nahm er Schauspielstunden und Gesangsstunden bei Minna Singer-Burian. 1931 begann er seine Tätigkeit am Kunsthistorischen Museum in Wien, zunächst an der Waffensammlung, ab 1933 an der Sammlung für Plastik und Kunstgewerbe, seit 1938 als Kustos, seit 1943 als Leiter. 1943 wurde er kommissarischer Leiter, seit 1944 Direktor. Er war auch beteiligt an der Aufstellung der Sammlung alter Musikinstrumente, initiierte dort die Spielbarmachung historischer Musikinstrumente und begründete die Museumskonzerte, bei denen er selbst bei 25 Konzerten als Sänger mitwirkte, ebenso bei ca. 100 weiteren Konzerten. Ende August 1944 wurde er zum Kriegsdienst einberufen und fiel 1945 in der Nähe von St. Pölten.

## Veröffentlichungen (Auswahl)
- Die Anfänge des Lorenzo Lotto. Dissertation Wien 1930.